# 天下太平

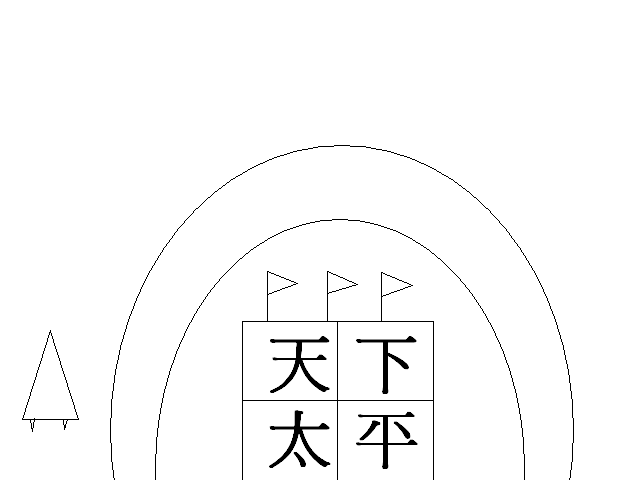
「天下太平」遊戲

天下太平，又叫飛機大砲，是透過猜拳進行的紙筆遊戲之一，玩家為兩人或以上。
在進行遊戲前，玩家需準備白紙、鉛筆和橡皮擦，在紙上劃上方格，作為堡壘，然後便可開始猜拳，進行遊戲。每猜贏一次便可在自己的領域內新增設施，遊戲初段需在方格內寫上「天下太平」四字，然後第二階段是插上旗幟（多為三枝），第三階段是建立保護罩（多為五層），最後便可加入大炮或戰機，去攻擊對方的設施，被攻擊的一方需猜贏對方，方能修復設施及還擊。當其中一方的旗幟、保護罩及堡壘全被擊潰時，被擊敗的一方便輸掉這場遊戲。
這種紙上遊戲，在80至90年代流行於粵港地區，每逢小息或放學的時候，便會有同學在期間玩耍，也有一些較顽皮的同學，會在上課的時間與隔鄰的同學，在不被老師發現的情況下偷玩。
大陆一些地区的玩法：先两人各自画一方格，之后两人边喊“天下太平，你输我赢”边猜拳，胜者按顺序在方格中写下“天下太平”四字的一笔划，一般是先写完这四字者为胜，另有些时候写完“天下太平”四字后还需在方格外加其他附加图案或符号，同样由猜拳来决定，猜拳胜者画，最终先画完规定的符号者为胜。
由於規則的變化空間大，這種遊戲又可以衍生出多種不同的玩法，包括可以三人或以上同時進行，也有玩家特意更改遊戲中的事物和文字去惡搞一番，例如把堡壘改寫為「天下大亂」，又或是把武器改為其他事物。
天下太平還有不同版本，可分為古代版、classic版(現代科技)、未來版......等等，